# Übergangshalbgruppe
In der Theorie der stochastischen Prozesse wird das zeitliche Veränderungsverhalten von
Markow-Prozessen durch Abbildungen {\displaystyle P^{t}} (mit Zeitparameter {\displaystyle t\geq 0}) beschrieben, die eine sogenannte Übergangshalbgruppe bilden, genauer einen Halbgruppenhomomorphismus. Die Veränderung im Zeitintervall {\displaystyle [0,s+t]} lässt sich zerlegen in die Veränderung während {\displaystyle [0,s]} und die Veränderung während {\displaystyle [s,s+t].} ({\displaystyle \circ } bezeichne die Hintereinanderausführung.)
{\displaystyle \forall \,s,t\in \mathbb {R} _{\geq 0}:\quad P^{[0,s]}\circ P^{[s,s+t]}=P^{[0,s+t]}}.
Bei zeitlich homogenen Prozessen ist die Veränderung {\displaystyle P^{[s,s+t]}} unabhängig von {\displaystyle s} und hängt nur von der Länge {\displaystyle t} des Intervalls ab. In der Schreibweise {\displaystyle P^{t}:=P^{[0,t]}(=P^{[s,s+t]})} hat {\displaystyle (P_{t})} folgende Eigenschaft:
{\displaystyle \forall \,s,t\in \mathbb {R} _{\geq 0}:\quad P^{t}\circ P^{s}=P^{s+t}}.
Die Komposition von solchen die Veränderung während der Zeit {\displaystyle s} beschreibenden Abbildungen {\displaystyle P^{s}} ist also verträglich mit der Addition des Zeitparameters. Mit anderen Worten, {\displaystyle P} ist ein Halbgruppenhomomorphismus zwischen der von Zeitparameter und der Additionsoperation gebildeten Halbgruppe {\displaystyle ([0,\infty ),+)} und der Halbgruppe {\displaystyle ((P^{s})_{s\geq 0},\circ )} (Transformationshalbgruppe).
In abkürzender Sprechweise spricht man schlicht von einer Halbgruppe und bezeichnet als Übergangshalbgruppe die von den Übergangskernen eines zeithomogenen Markow-Prozesses gebildete. Die Verträglichkeit der Addition im Zeitparameter und die  Hintereinanderausführung von Kernen wird durch die Chapman-Kolmogorow-Gleichungen beschrieben. Die Definition der Übergangshalbgruppe macht es auf diese Weise möglich, Erkenntnisse der Halbgruppentheorie auf Markow-Prozesse anzuwenden.
Übergangshalbgruppen definieren einen Markow-Operator.

## Mathematische Definition (in stetiger Zeit)
Sei {\displaystyle (M_{t})_{t\geq 0}} ein zeitlich homogener Markow-Prozess in stetiger Zeit auf einem Zustandsraum {\displaystyle (E,{\mathcal {E}})}.
Der zugrundeliegende Wahrscheinlichkeitsraum sei {\displaystyle (\Omega ,{\mathcal {A}},\mathbb {P} )} und {\displaystyle \mathbb {E} } bezeichne den Erwartungswert bzgl. {\displaystyle \mathbb {P} }.
Für alle {\displaystyle x\in E} sei {\displaystyle \mathbb {P} _{x}(\cdot ):=\mathbb {P} (\cdot \mid M_{0}=x)} und entsprechend {\displaystyle \mathbb {E} _{x}(\cdot ):=\mathbb {E} (\cdot \mid M_{0}=x)} definiert.
Seien {\displaystyle (P^{t})_{t\in \mathbb {R} _{\geq 0}}} die Übergangskerne. Dann gilt
{\displaystyle \forall \,t\in \mathbb {R} _{\geq 0}\ \forall \,x\in E\ \forall \,A\in {\mathcal {E}}:\quad P^{t}(x,A)=\mathbb {P} _{x}(M_{t}\in A)}
Mit der Markov-Eigenschaft gilt dann die nun folgende Chapman-Kolmogorow-Gleichung
{\displaystyle \forall \,s,t\in \mathbb {R} _{\geq 0}\ \forall \,x\in E\ \forall \,A\in {\mathcal {E}}:\quad P^{t+s}(x,A)=\mathbb {E} _{x}\mathbb {P} \left(M_{s+t}\in A\mid {\mathcal {F}}_{s}\right)=\mathbb {E} _{x}P^{t}(M_{s},A)=\int P^{t}(y,A)P^{s}(x,dy)\,,}
die man in Operator-Notation kurz zusammenfasst als
{\displaystyle \forall \,s,t\in \mathbb {R} _{\geq 0}:\quad P^{t+s}=P^{t}P^{s}.}
Die {\displaystyle (P^{t})_{t\in \mathbb {R} _{\geq 0}}} bilden somit eine Halbgruppe, die als Übergangshalbgruppe bezeichnet wird. Über die topologischen Eigenschaften von {\displaystyle (P^{t})_{t\geq 0}} ist damit noch nichts gesagt, deswegen werden meist zusätzliche Forderungen an den Markow-Prozess gemacht, so dass {\displaystyle (P^{t})_{t\geq 0}} in gewisser Hinsicht stetig ist – zum Beispiel im Falle der Feller-Prozesse, wobei {\displaystyle (P^{t})_{t\geq 0}} eine stark stetige Halbgruppe auf {\displaystyle C_{0}} darstellt.